# Vega Redonda
Vega Redonda es un barrio ubicado en el municipio de Comerío en el estado libre asociado de Puerto Rico. En el Censo de 2010 tenía una población de 1197 habitantes y una densidad poblacional de 163,25 personas por km².

## Geografía
Vega Redonda se encuentra ubicado en las coordenadas 18°12′23″N 66°12′34″O / 18.20639, -66.20944. Según la Oficina del Censo de los Estados Unidos, Vega Redonda tiene una superficie total de 7.33 km², que corresponden a tierra firme.

## Demografía
Según el censo de 2010, había 1197 personas residiendo en Vega Redonda. La densidad de población era de 163,25 hab./km². De los 1197 habitantes, Vega Redonda estaba compuesto por el 73.18% blancos, el 8.27% eran afroamericanos, el 2.09% eran amerindios, el 0.33% eran isleños del Pacífico, el 11.45% eran de otras razas y el 4.68% pertenecían a dos o más razas. Del total de la población el 99.75% eran hispanos o latinos de cualquier raza.